# Sărata, Sibiu
Sărata (în germană Salzdorf) este un sat în comuna Porumbacu de Jos din județul Sibiu, Transilvania, România.

## Monumente

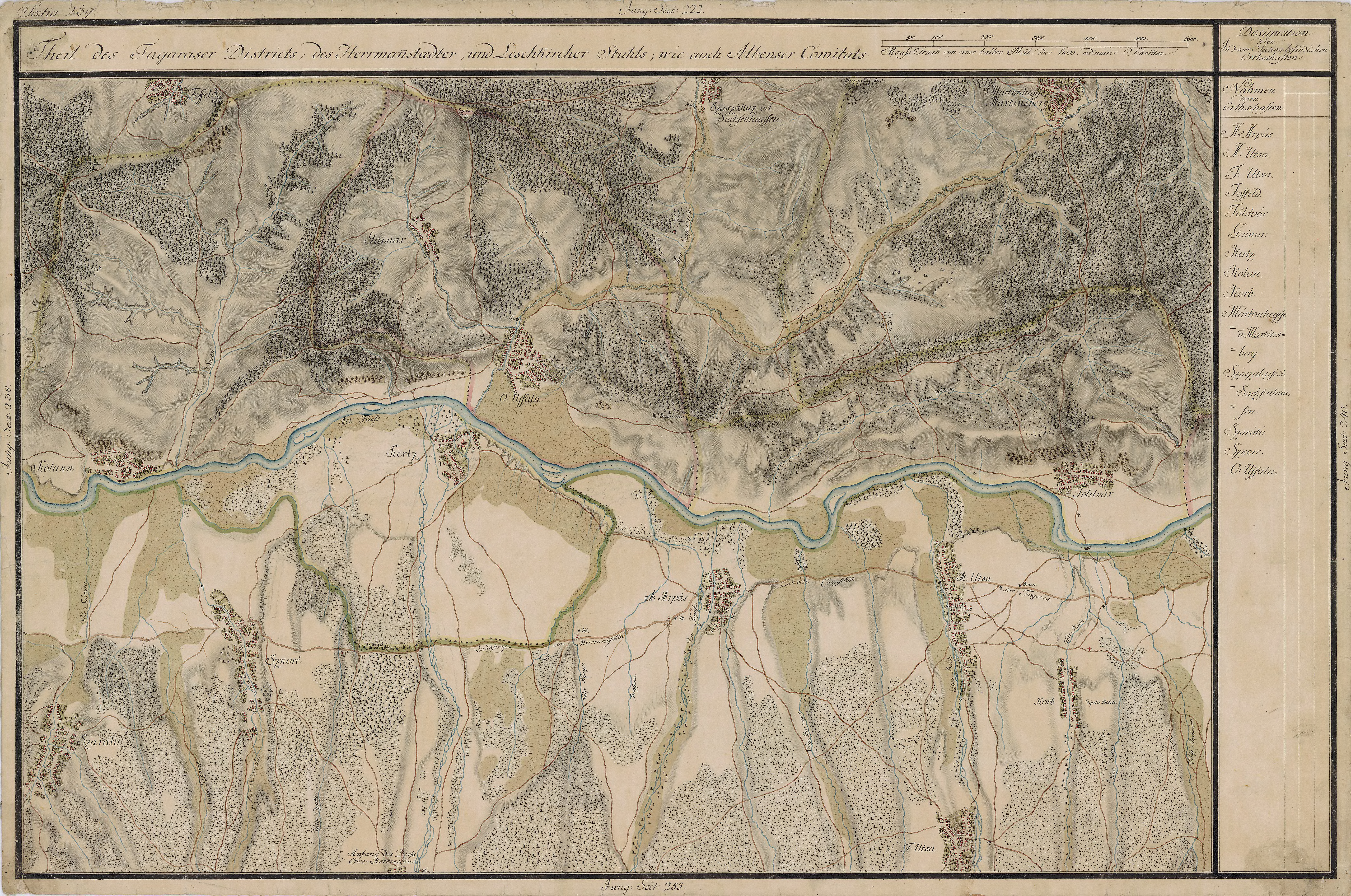
Sărata în Harta Iosefină a Transilvaniei, 1769-1773

- Biserica Nașterea Domnului din Sărata, construită la sfârșitul secolului al XVIII-lea ca biserică unită (monument istoric).
- Biserica Intrarea în Biserică a Maicii Domnului, construită în anul 1868 tot ca biserică unită, după ce biserica veche a fost atribuită comunității ortodoxe[1]
- Monumentul Eroilor Români din Primul Război Mondial. Crucea memorială din satul Sărata a fost dezvelită în anul 1931, în memoria eroilor români din Primul Război Mondial. Monumentul are o înălțime de 2 m și un soclu de 2/2 m, fiind realizat din beton și marmură, în timp ce împrejmuirea este făcută cu un gard din beton și fier forjat. Pe frontispiciul Monumentului sunt înscrise următoarele: „Aici a căzut eroul sublocotenent Victor Balea din Sărata, luptând vitejește în fruntea plutonului său“.

## Demografie
La recensământul din 1930 au fost înregistrați 826 locuitori, din care 822 români și 4 germani. Sub aspect confesional au fost înregistrați 711 ortodocși, 111 greco-catolici și 4 romano-catolici.

## Galerie de imagini

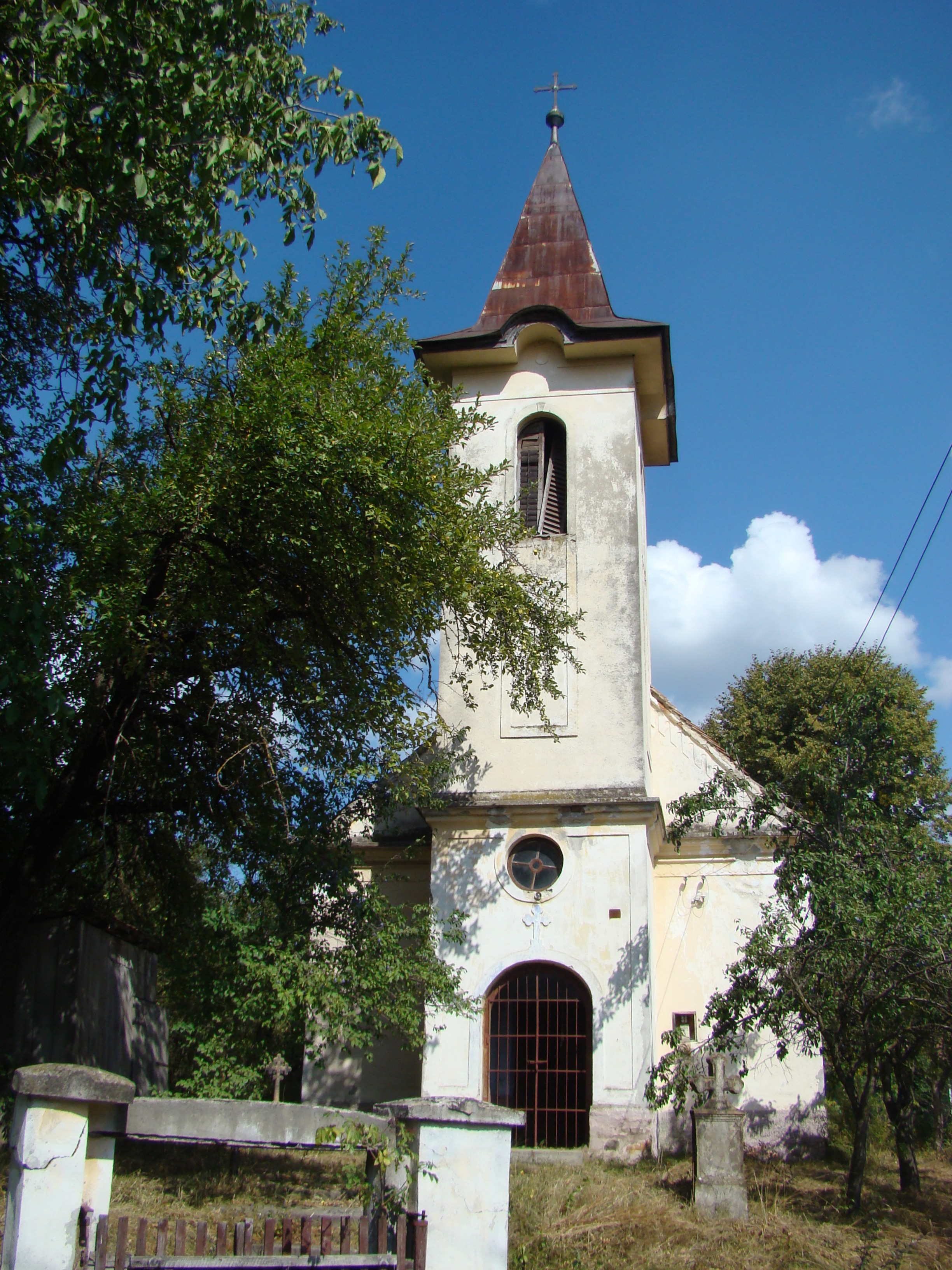
Biserica „Intrarea în Biserică a Maicii Domnului”, fostă greco-catolică, construită în anul 1868
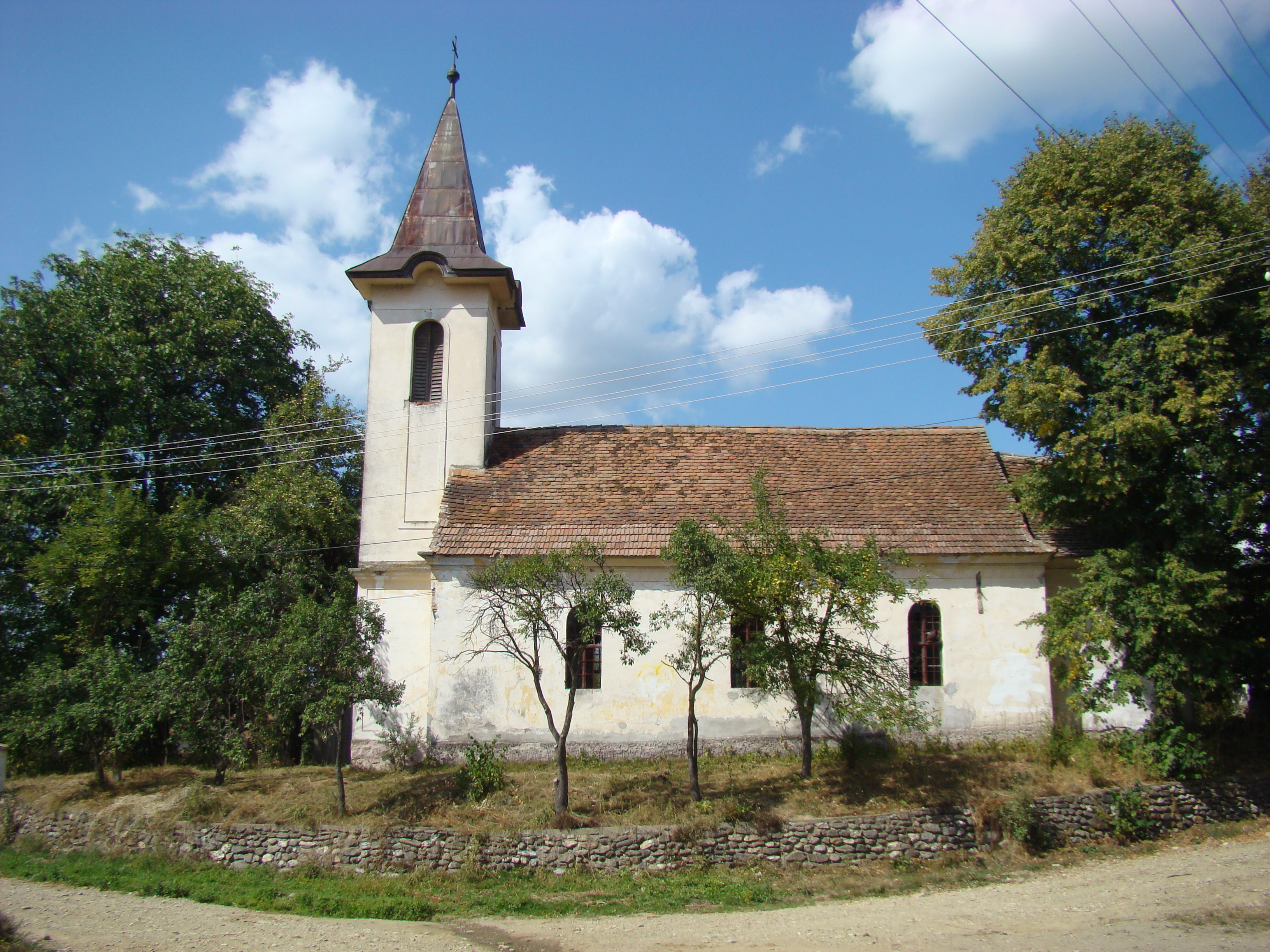
Biserica „Intrarea în Biserică”
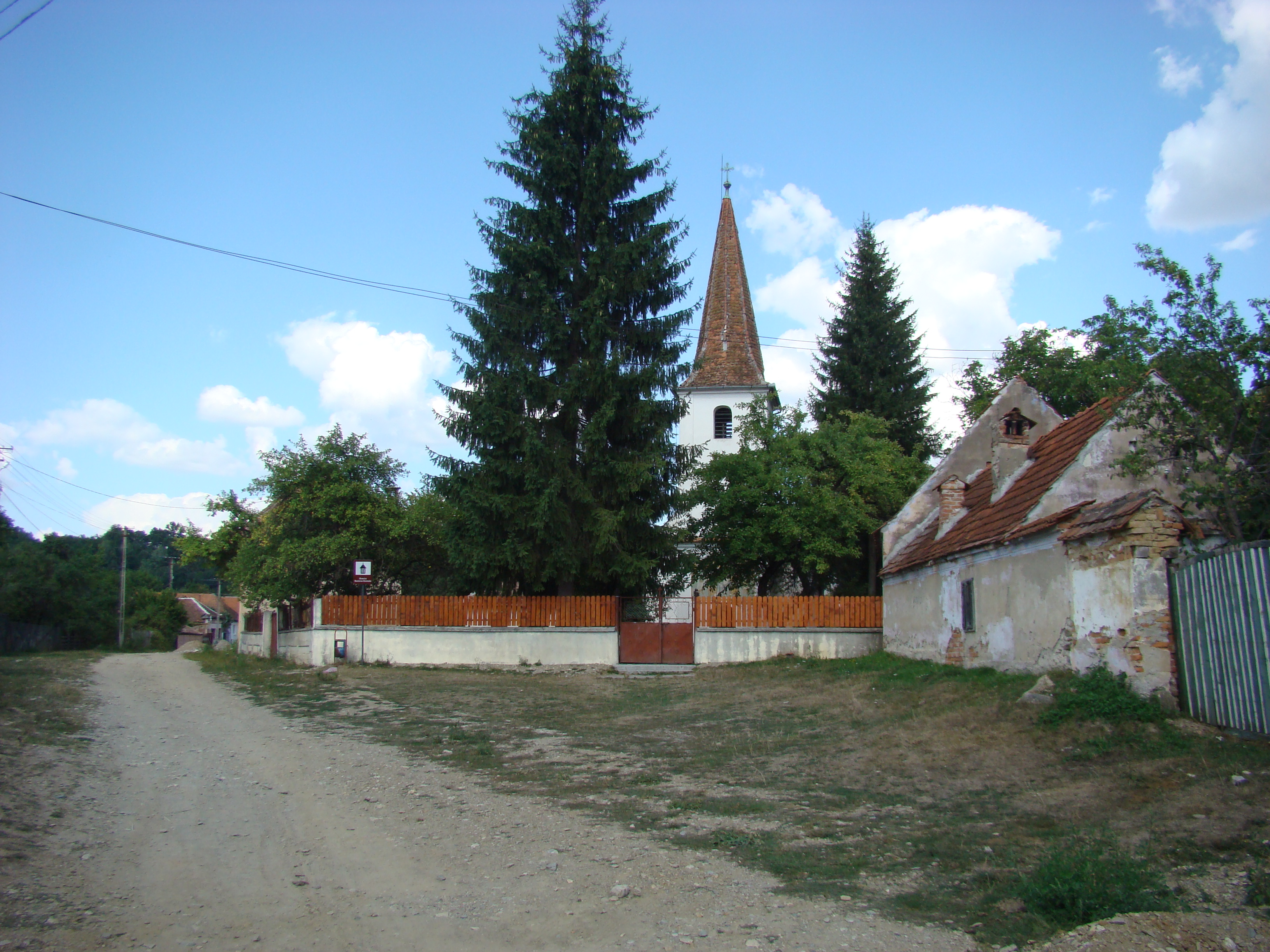
Biserica „Nașterea Domnului”, construită la sfârșitul sec. al XVIII-lea
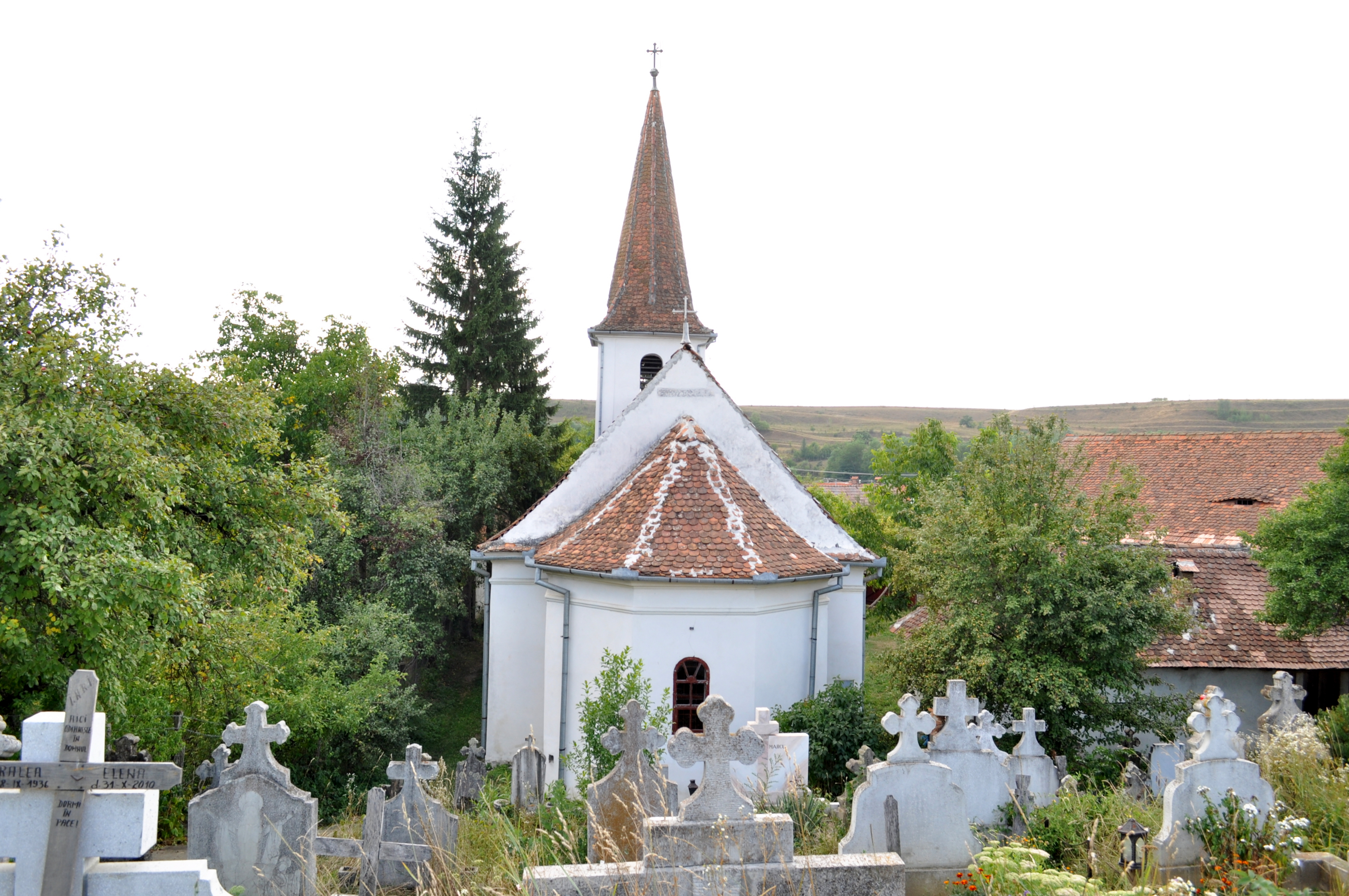
Biserica „Nașterea Domnului”
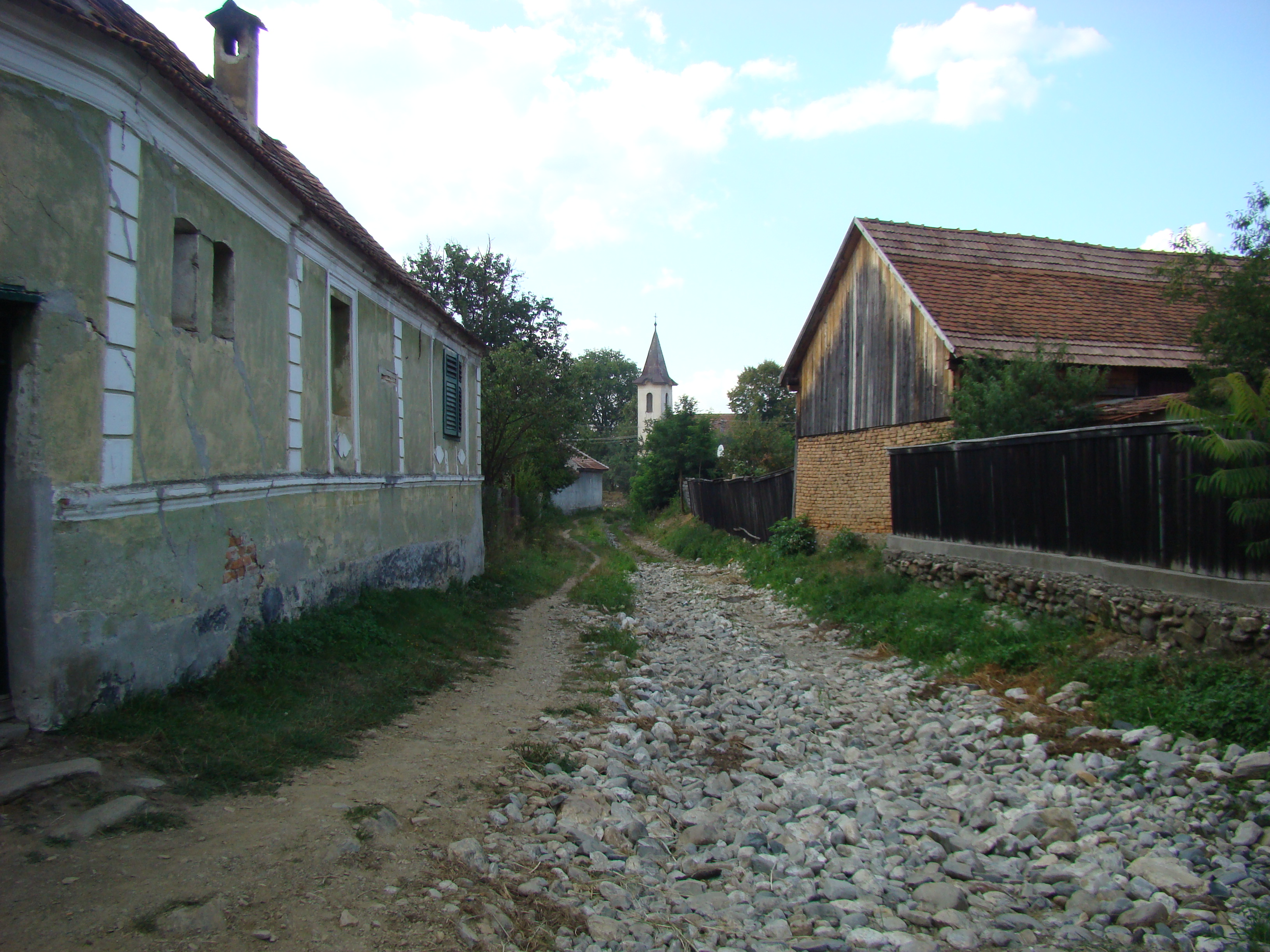